# Vodní elektrárna Zvornik
Vodní elektrárna Zvornik (srbsky Хидроелектрана Зворник/Hidroelektrana Zvornik) se nachází na řece Drině u stejnojmenného města na hranici mezi Bosnou a Hercegovinou a Srbskem, na 93. říčním kilometru. Její hráz je 42 m vysoká a 165 m dlouhá.
Přehradní hráz vytváří 25 km dlouhé umělé jezero, které se táhne jižním směrem proti proudu řeky od hráze až k soutoku řeky Driny s říčkou Drinjača. 
V elektrárně jsou použity kaplanovy turbíny, a to v kombinaci po čtyřech ve dvou budovách. Elektrické zařízení pro továrnu dodala jugoslávská společnost Končar. Výroba elektrické energie zde dosahovala hodnoty 660 GWh ročně.

## Historie
Během prvního jugoslávského pětiletého plánu bylo rozhodnuto o výstavbě třiceti vodních elektráren na území státu. Přehrazení řeky Driny v úzkém hrdlu jižně od města Zvornik bylo zvoleno jako jedno z míst, kde by měla taková přehrada stát. Rozhodnutí padlo již v roce 1946, stavební práce byly zahájeny o dva roky později. Výstavba byla velice náročná; řeka byla několikrát během prací rozvodněná a podmínky pro několik tisíc dělníků, kteří vodní dílo budovaly, byly extrémní. V roce 1953 již byla řeka přehrazena a roku 1955 elektrárnu slavnostně otevřel Josip Broz Tito, hlava státu.
Po rozpadu Jugoslávie se stala přehrada společná pro Bosnu a Hercegovinu a Srbsko. V roce 2002 byla připravena studie modernizace vodního díla a v druhé dekádě 21. století byla provedena rekonstrukce a výměna techniky. Výkon elektrárny se tak zvýšil o 15 MW.